# John Doveton
 (avril 2009).
Si vous disposez d'ouvrages ou d'articles de référence ou si vous connaissez des sites web de qualité traitant du thème abordé ici, merci de compléter l'article en donnant les références utiles à sa vérifiabilité et en les liant à la section « Notes et références ».
John Doveton (1783, Sainte-Hélène – 23 septembre 1857, Vichy), est un militaire britannique des Indes.

## Sa famille
Les membres de sa famille, les Doveton, servent aux Indes pendant des siècles. John réorganise les forces armées du Deccan avec l’aide d’Henry Russell et bat les ennemis de la Compagnie anglaise des Indes orientales. John Doveton K.C.B. obtient à la fin de sa carrière le commandement de la division du Centre, aux Indes.
Les Dovetons sont originaires du comté de Westmorland en Angleterre. Ils sont associés à l’histoire de Sainte-Hélène depuis 1674. Le père de John, Sir William Webber Doveton, sera timbrifié. Il a aussi la particularité d'avoir été le seul habitant de Sainte-Hélène à avoir été anobli. Descendant d'une famille de colons du XVIIe siècle, il rentre au service de la Compagnie anglaise des Indes orientales à Sainte-Hélène en tant que simple secrétaire puis s’est élevé pour devenir un des membres les plus influents du Conseil de l’île et le lieutenant-colonel très populaire des Volontaires de Sainte-Hélène pendant les guerres napoléoniennes.
En 1818, son père part en Angleterre pour recevoir son titre de chevalier des mains du prince régent, le futur roi George IV, à Brighton Pavilion, le 30 janvier 1819. Doveton, en raison de l'état de santé de Napoléon, souhaite ouvertement son installation dans un site plus agréable.

## Biographie
Le futur général John Doveton sert dans les régiments de cavalerie de Madras dès son arrivée à Madras en 1806. C’est un officier de la Compagnie anglaise des Indes orientales. Celle-ci l’envoie aider Sir Henry Russell, résident à la cour du Nizâm de l'Hyderâbâd, à organiser les cipayes. Ce corps d'armée que ses prédécesseurs dans l'intervalle, depuis 1800 jusqu'à 1811, avaient laissé désorganisé par l'irrégularité de la solde toujours précaire sous un gouvernement indigène. La conséquence de cette inexactitude était un état normal d'insubordination, des émeutes périodiques contre les officiers qui périssaient souvent victimes de l'incurie de l'administration et de la négligence des chargés d'affaires. Il obtient que dorénavant la solde du contingent soit versée à la caisse du Résident qui a distribue lui-même aux troupes; il ajoute à la division d'infanterie et d'artillerie qui existe déjà, une brigade de cinq régiments de cavalerie irrégulière, commandés par des officiers européens. Le colonel John Doveton fait de la Russell’s Brigade l'une des unités les plus disciplinées et les plus compétentes de l’histoire militaire de l'Inde.
C'est l'armée ainsi réorganisée, sans équivalent jusqu'alors en Inde, qui participe en 1817 et 1818, dans la division du général Doveton, au sein de l’armée du Deccan, à la guerre anglo-marathe, où elle se fait remarquer par sa bravoure et son efficacité. 

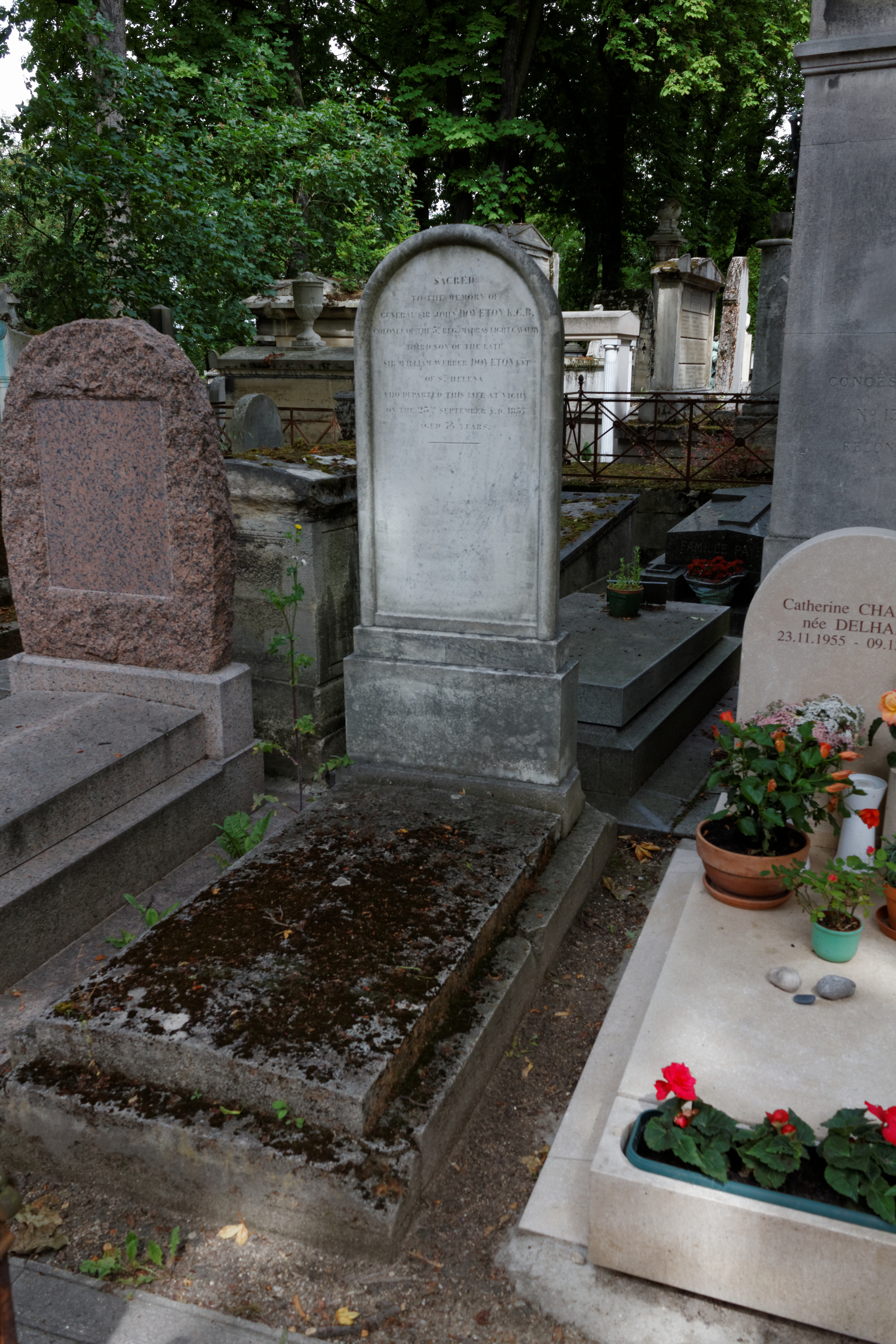
Tombe au cimetière du Père-Lachaise.

Mudhoji II Bhonsle, aussi connu sous le nom de Appa Sahib, règne sur le Royaume de Nagpur (en). Il est en partie à l’origine de la troisième guerre anglo-marathe  (1817-1818). Il attaque même, avec un certain succès, le palais du Résident à Nagpur, Richard Jenkins (1785-1853). John Doveton est, avec son cousin, le général John Doveton, à l’origine de la défaite des troupes du Royaume de Nagpur (en) à Sitabalsi le 27 novembre 1817. Appa Sahib se rend.
Par la suite, le contingent d'Hyderâbâd est constamment occupé à maintenir l'ordre et à réprimer un banditisme sans cesse renaissant. Les effectifs de l’armée d'Hyderâbâd sont en 1826 de 50 000 hommes. 
Il est décoré commandeur de l'ordre du Bain en 1838. Le Major-general Sir John Doveton, commande la division du centre jusqu’à son retour en Europe en 1839. Il part avec sa femme vivre chez son oncle le général John Doveton à Hyde Park.
Il meurt le 23 septembre 1857 à Vichy et est inhumé au cimetière du Père-Lachaise (40e division).

## Mariage et descendance
John Doveton se marie avec Victorine Mottet de La Fontaine, en 1808 aux Indes. Il devient le gendre de Benoît Mottet de la Fontaine. Ils n'ont pas d'enfant, mais ils adoptent un de leurs nombreux neveux. John Holroyd-Doveton, né le 20 décembre 1823, à Londres, est le fils de George Chaplin Holroyd, officier et banquier, et de Virginie Mottet de La Fontaine. John, adopté officiellement le 23 septembre 1857, jour de la mort de son oncle et parrain, deviendra capitaine, puis colonel du 3e régiment de cavalerie de Madras. Il terminera sa vie comme consul de Grande-Bretagne à Pondichéry, où il mourra et sera enterré en 1874, âgé de cinquante ans. 